# Tautra (Midsund)

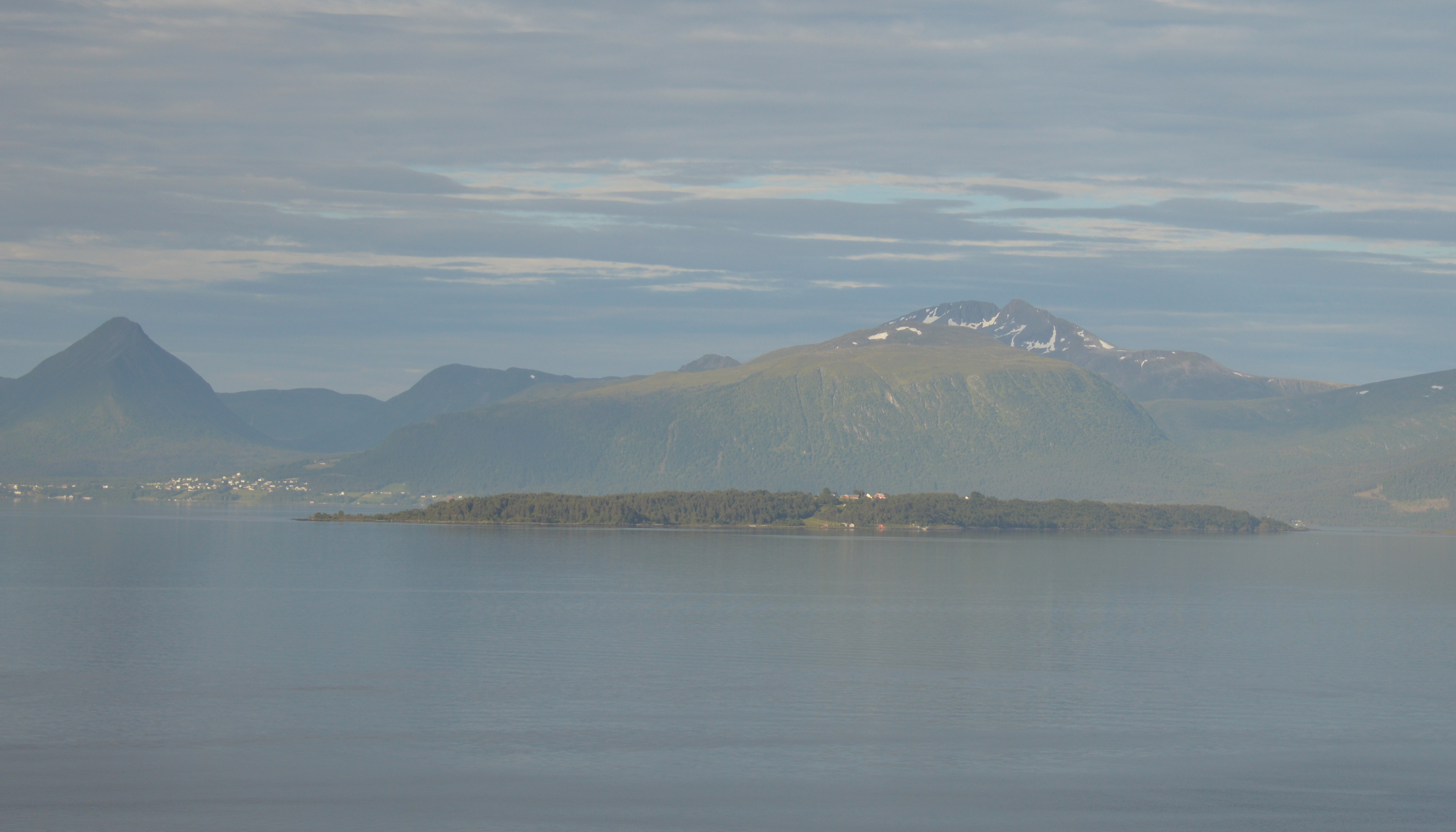
Tautra, Blick aus nördlicher Richtung

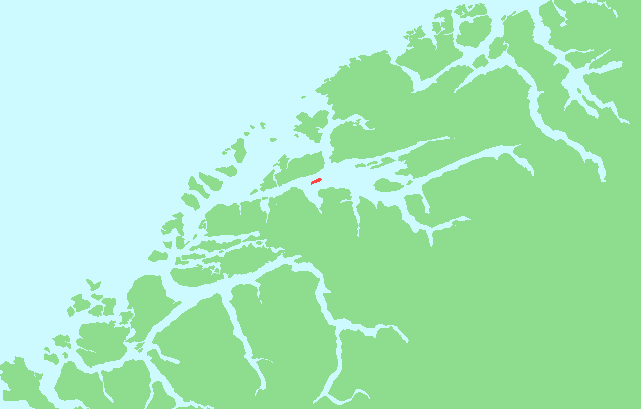
Lage Tautras

Tautra ist eine Insel an der norwegischen Küste des Europäischen Nordmeers und gehört zur Gemeinde Molde in der Provinz Møre og Romsdal.
Die langgestreckte Insel befindet sich am östlichen Ende des Midfjords. Östlich der Insel treffen der Julsund, der Moldefjord und der Romsdalsfjord aufeinander. Westlich Tautras liegt die Insel Løholmen, vor dem Ostende die kleinen Inseln Apalholmen und Måsskjeret. Nördlich der Insel führt der Seeweg zum östlich gelegenen Molde entlang.
Tautra erstreckt sich in West-Ost-Richtung über etwa drei Kilometer bei einer Breite von bis zu etwa 600 Metern und erreicht eine Höhe von bis zu 43 Metern. Auf der bewaldeten, etwa 1,5 km² großen Insel befinden sich mehrere Wohnhäuser. Am nordöstlichen Uferabschnitt liegt in der Nordigardsbukta ein geschützter Hafen. Vom Hafen führt eine Straße nach Westen in das Inselinnere. Das westliche Ende der Insel gehört zum Naturreservat Tautra West.
Im Südwesten der Insel befinden sich die als Kulturdenkmale ausgewiesenen archäologischen Flächen Søre-Tautra und Søre-Tautra 2. Am Südufer der Insel liegt die Grabanlage Tautra Nordre.